# Les Laubies
Les Laubies – miejscowość i gmina we Francji, w regionie Oksytania, w departamencie Lozère. W 2013 roku populacja gminy wynosiła 172 mieszkańców. Przez gminę przepływa rzeka Truyère. 